# Григор'єв Сергій Іванович
Сергі́й Іва́нович Григо́р'єв (нар. 26 грудня 1922 — пом. 19 червня 1998) — радянський військовик часів Другої світової війни, командир взводу пішої розвідки 575-го стрілецького полку 161-ї стрілецької дивізії (40-а армія, Воронезький фронт), старшина. Герой Радянського Союзу (1943).

## Життєпис
Народився 26 грудня 1922 року в місті Одеса в родині робітника. Українець. Здобув неповну середню освіту. Після закінчення школи ФЗУ працював у Чорноморському пароплавстві, на залізниці в місті Горькому, електриком депо станції Кожва Комі АРСР.
До лав РСЧА призваний Кожвинським РВК в червні 1942 року. Учасник німецько-радянської війни з липня 1942 року. Воював на Воронезькому, 1-у та 4-у Українських фронтах. Двічі був поранений. Член ВКП(б) з 1944 року.
Особливо відзначився під час битви за Дніпро. У другій половині вересня 1943 року частини 575-го стрілецького полку вийшли на східний беріг Дніпра в районі села Підсинє. 22 вересня 1943 року група розвідників на чолі з старшиною С. І. Григор'євим на нашвидкоруч відремонтованих рибальських човнах з саморобними веслами, попри сильний зустрічний вітер і великі хвилі, під вогнем супротивника форсували річку Дніпро. З ходу вступивши в бій з ворожими автоматниками, розвідники вибили супротивника з його позицій, зайняли оборону й відбили контратаки ворога, знищивши при цьому до 60 солдатів і офіцерів. Крім цього було захоплено важливі документи і розвідано оборону супротивника.
Війну старший лейтенант С. І. Григор'єв закінчив на посаді помічника начальника штабу з розвідки 575-го стрілецького полку 161-ї стрілецької дивізії. Продовжував військову службу в лавах Збройних сил СРСР. У 1979 році полковник С. І. Григор'єв вийшов у запас.
Мешкав у Кишиневі (Молдова), працював директором готелю «Екран» кіностудії «Молдова-фільм». Помер 19 червня 1998 року. Похований на Центральному цвинтарі місті.

## Нагороди
Указом Президії Верховної Ради СРСР від 23 жовтня 1943 року за зразкове виконання бойових завдань командування на фронті боротьби з німецькими загарбниками та виявлені при цьому відвагу і героїзм, старшині Григор'єву Сергію Івановичу присвоєне звання Героя Радянського Союзу з врученням ордена Леніна і медалі «Золота Зірка» (№ 2019).
Також був нагороджений двома орденами Вітчизняної війни 1-го ступеня (22.06.1945, 11.03.1985), орденом Червоної Зірки (29.08.1944) і медалями.